# 披针鳞薹草
披针鳞薹草（学名：Carex lancisquamata）为莎草科薹草属的植物。分布于中国大陆的云南等地，生长于海拔2,600米的地区，一般生长在河边，目前尚未由人工引种栽培。